# Fetjó
El fetjó o patata de bosc (Rhizopogon roseolus) és una espècie de fong de l'ordre dels boletals (Boletales). És un bolet semihipogeu, és a dir, que es desenvolupa mig enterrat al terra.

## Morfologia
Esporocarp de 2 a 4 cm en forma de patata, semihipogeu, amb alguns rizomorfs, cutícula una mica clivellada, d'un color primer blanquinós i aviat rosat o bru vermellós. El peridi és rogenc violaci al tall i al seu interior es troba la gleva, a on es troben les espores. Aquesta al principi és de color crema a verdós, passant a ser més obscura fins a marró fosc en els exemplars de més edat. La gleva està formada per petits lòculs que fan que sigui espongiforme. Olor i sabor inapreciable, desagradable en els exemplars vells.
Espores: ovalades, llises amb dues gotes lipídiques, de 7,5-11 x 3-3,5 micres, color groc pàl·lid.

## Hàbitat
Creix associat a pins i és prou freqüent a Mallorca i Eivissa.

## Risc de confusió amb altres espècies
Es pot confondre amb altres espècies de Rhizopogon, totes bastant semblants entre si, com per exemple Rhizopogon luteolus que és de color oliva i no envermelleix.

## Comestibilitat
És comestible de jove encara que de poca qualitat.